# کاسف
کاسف روستایی در دهستان کوهپایه، بخش مرکزی شهرستان بردسکن، استان خراسان رضوی است. از جاذبه‌های گردشگری این روستا می‌توان از دره کاسف و جنگل کاسف نام برد.

## جمعیت
بر اساس سرشماری سال ۱۳۹۵ جمعیت آن ۵۳۶ نفر با ۱۵۸ خانوار بوده است.